# 田渕良子
田渕 良子（たぶち りょうこ、1959年10月2日 - ）は、日本の元女子バレーボール選手。

## 来歴
鹿児島県日置郡出身。柳川商業高校を経て、1978年に日本リーグの東洋紡守口（当時）に入部。1984年の日本リーグにおいて、東洋紡の準優勝に大きく貢献し、敢闘賞を受賞した。日本リーグの最多サーブ得点部門において歴代1位の記録をマークしている。

## 球歴
- 所属チーム履歴

柳川商業高校 → 東洋紡守口/東洋紡（1978-1986年 ）
- 受賞歴
  - 1983年 - 第16回 日本リーグ サーブ賞
  - 1984年 - 第17回 日本リーグ 敢闘賞